# Деклинииды
Деклинииды (лат. Decliniidae) — маленькое семейство насекомых отряда жесткокрылых, насчитывающее 2 вида и один род Declinia.

## Описание
Жуки длиной 3,5—5,5 мм. Усики состоят из 11 члеников. Формула лапок 5-5-5. Встречаются на Дальнем Востоке России и в Японии.